# Чирков, Вадим Алексеевич
Вадим Алексеевич Чирков (род. 18 ноября 1933) — русский писатель, журналист и киносценарист, живший и творивший в Молдавии до 2000 года. Книги выходили в жанре детской литературы, фантастики, публицистики. С 2000 года продолжает работать в США. Среди книг — «Кукурузные человечки», «Страшно, весело, чудесно», «Дай, оглянусь».

## Биография
Вадим Алексеевич Чирков родился в городе Вятские Поляны, Кировской области, Россия.
Отец, Алексей Васильевич Чирков, был капитаном речного парохода, погиб на фронте в 1942 году. Вместе с матерью и отчимом, семья уезжает в город Черновцы осенью 1945 года.
Мать, Клавдия Васильевна (урожденная Кальсина) всю жизнь проработала бухгалтером. Умерла в 2002 году.
Среднюю школу Вадим закончил в Черновцах, имел спортивные достижения, («классическая», теперь греко-римская борьба). В 1952 году поступил в Военно-морское училище в городе Севастополь. Служил в Севастополе, был матросом Береговой обороны, наводчиком 130 мм орудия. Демобилизовался в 1956 году и поступил в Одесский педагогический институт, факультет физического воспитания, в Одессе.
После окончания института был преподавателем Одесского высшего морского училища, тренером по вольной борьбе. Был замечен и отмечен одесскими «уличными философами» о которых писал К. Г. Паустовский в воспоминаниях о писателе И. Э. Бабеле в книге «Время больших перемен». Они во многом определили его жизненные приоритеты. Одним из них был Ефим Ярошевский.
В 1960 году переехал в Кишинёв и начал работать уже в качестве журналиста в газетах «Молодёжь Молдавии», «Советская Молдавия (газета)», «Юный ленинец». Работал также на киностудии, написал более 20 сценариев документальных фильмов. В Кишинёве же стали выходить книги для детей и взрослых.
С 2000 года живёт в Нью-Йорке.

## Литературное творчество
Оно началось сатирической сказкой «В графу его!», опубликованной в журнале « Крокодил» в 1964 году.
И вслед за ней — выход первой книжки «Здесь ключ от города".
За первой книгой в 1970 — 1986 годах у Вадима Чиркова одна за другой выходят книжки для детей: «Снежных дел мастера», «Доброе племя индейцев сиу», «Этот смешной народ воробьи», «Вот столечко тигра», «Разве можно жить без приключений?». Еженедельник «Неделя» публикует его сказку «Капитан Север ловит вьюгу». Сказки сменяет фантастика для детей, издательство «Hyperion» выпускает фантастическую повесть «Семеро с планеты Коламба». В ней маленькие, ростом с карандаш, пришельцы-дети, прилетели на Землю и встретились там, в деревне, с мальчиком Славиком, гостившим у бабушки. С этой встречи начались приключения, как пришельцев, так и Славика. Произведение опубликовано как трилогия, в Библиотеке Мошкова  под названиями «Кукурузные человечки», «Пришельцы с планеты Земля», «Ликующий джинн».
Детские книги Вадима Чиркова — это друзья, шагающие рядом с мальчишками и девчонками 80-х и 90-х годов. Вместе с их фантазией, приключениями, смехом, серьёзными вопросами и логичными, умными ответами дети росли и — что интересно — не забывали книг и их автора, когда становились взрослыми.
Наряду с детскими в эти же годы выходят в свет и книги для взрослых.
Приключенческая повесть «Возвращение Пэкалэ» (этакий молдавский Ходжа Насреддин), «Дай оглянусь», где одна из трех повестей — снова фантастика: «Дружище-лиана».
Журнал «Кодры» публикует в 1993, 95 годах повести: «Приключения первобытного выдумщика», фантастические — «Наши души блуждают по свету» , сказки: «Робот в шляпе», рассказы «Патагонец Док», «Паутина», «Пророк с продранными локтями».
И — как отклик на недавнее прошлое, появляется на страницах журнала в 1997 году повесть «Кто стоял на перекрестках» — о монстрах советского периода, что стояли на каждом перекрестке человеческих судеб и показывали направление — одно.
В 1984 году Вадим Чирков был принят в Союз писателей СССР.
В биобиблиографическом словаре — справочнике «Русская литература Молдовы в лицах и персоналиях (XIX — начало XXI веков)»  под редакцией К. Шишкана , С. Пынзару и С. Прокоп вышедшем в 2003 году отведена страница для В. Чиркова. Там сказано:

Для творчества В. Чиркова характерны глубокое знание психологии ребенка, увлекательный сюжет, сочетающийся с богатым познавательным материалом, тяга к научной фантастике. Лукавая улыбка, доверительная интонация, тонкий юмор неизменно присутствуют на страницах его добрых книг.

В Нью-Йорке, где писатель живёт с 2000 года, творчество продолжилось. В активе писателя новая подборка сказок и приключений — «Учёные труды профессора Догадайкина» (доктора гео-био-фило-было-фантас-мантас-параболических наук),, сборник сказок «Страшно, весело, чудесно!», которая вышла книгой в издательстве «Слово-Word» и в дигитальном журнале «Самиздат».
На одной из виртуальных страниц сайта «Лабиринт книг» 
автор приводит предисловие к книге «Вот столечко тигра», что очень точно характеризует его творчество:

ЧТОБЫ СОХРАНИТЬ СВЕЖЕЙ МАЛИНУ, ЕЕ ПРЯЧУТ В ХОЛОДИЛЬНИК.
ЧТОБЫ СБЕРЕЧЬ ДЕНЬГИ, ИХ ЗАПИРАЮТ В СЕЙФ. ЧТОБЫ ОБЕЗОПАСИТЬ ОДЕЖДУ ОТ МОЛИ,
ЕЕ ПОСЫПАЮТ НАФТАЛИНОМ. А ЧТО нужно сделать, ЧТОБЫ
СОХРАНИТЬ ХОРОШЕЕ НАСТРОЕНИЕ? ЕГО НЕ СПРЯЧЕШЬ В ХОЛОДИЛЬНИКЕ.
ЕГО НЕ ЗАПРЕШЬ В сейфе. ЕГО НЕ ПОСЫПЛЕШЬ НАФТАЛИНОМ…
УЛОЖУ-КА Я ЕГО В ДЕТСКУЮ СКАЗКУ ТАМ ОНО СОХРАНИТСЯ ЛУЧШЕ ВСЕГО!
И МОЖЕТ, ПЕРЕДАСТСЯ кому-то ещё.

Подборки рассказов печатаются не только в США, но и в Израиле, в русскоязычной газете Вести в приложении «Окна».
И сейчас, находясь далеко от России, Вадим Чирков принимает активное участие в литературной жизни: на виртуальном портале Международного Союза писателей «Что хочет автор»  он публикует свои фантастические, юмористические, детские рассказы, незаконченные главы новых произведений, в частности нового романа 2010 года — «Забытые боги».
На конкурсе «Золотое перо Руси» 2007 года он получил награду Серебряное перо Руси 2007 за рассказ «Чудесный мост».
Национальная детская литературная премия «Заветная мечта» 2007-2008 года получена В. Чирковым за лучшее произведение в жанре научной фантастики или фэнтези.
2010 год - лауреат Национальной Литературной премии «Золотое перо Руси» 2010, в номинации «Сказка». Сказки «Ученые труды профессора Догадайкина».
Иллюстрации к книгам В. Чиркова воплощали художники: Р. Гимон, И. Щипанова, М. Андрухина , В. Цехмистер, Э. Майденберг, И. Хмельницкий. Э. Камин.

## Книги и отдельные рассказы
- Чирков В. Снежных дел мастера. — Кишинев: «Лумина», 1970. — 72 стр с.

- Чирков В. Этот смешной народ воробьи. — Кишинев: Лумина. — 31 с.

- Чирков В. Здесь ключ от города. — Кишинев: Литература артистикэ, 1977. — 178 с.

- Чирков В. Доброе племя индейцев сиу. — Кишинев: Литература артистикэ, 1970. — 114 с.

- Чирков В. Вот столечко тигра. — Кишинев: Литература артистикэ, 1982. — 90 с.

- Чирков В. Дай оглянусь. — Кишинев: Литература артистикэ, 1984. — 186 с.

- Чирков В. Разве можно жить без приключений? — Кишинев: Литература артистикэ, 1986. — 182 с.

- Чирков В. Красные следопыты. — Кишинев: Литература артистикэ, 1986. — 87 с.

- Чирков В. Возвращение Пэкалэ. — Кишинев: Литература артистикэ, 1989. — 180 с.

- Чирков В. Семеро с планеты Коламба. — Кишинев: Hiperion, 1991. — 318 с.

- Чирков В. Фиолетовая весна. — Кишинев: Negochiator, 1999. — 52 с.

- Чирков В. Страшно, весело, чудесно! — Нью-Йорк: Изд. Слово-Word, 2004. — 116 с.

#### Рассказы, опубликованные в газете «Вести» (Израиль)
- Чирков В. Мессия из-под земли // Вести. — 2006. — № 24 августа.

- Чирков В. Ту-ту-ту-у-у… // Вести. — 2006. — № 23 ноября.

- Чирков В. Серенада сумрачной долины // Вести. — 2007. — № 29 марта.

- Чирков В. Не каждый Коган — лев! // Вести. — 2007. — № 8 февраля.

- Чирков В. Зеркало Хаджибея // Журнал «22». — 2007. — № 146.

- Чирков В. Осыпанный золотым песком // Вести. — 2007. — № 11 сентября.

- Чирков В. Жизнь и смерть дяди Миши // Вести. — 2009. — № 29 октября.

- Чирков В. Снежный скрипач // Вести. — 2010. — № 8 апреля.

- Кердман, Белла. Ландыши и пророки (О В. Чиркове.) Переписка из двух углов // Вести. — 2010. — № 16 декабря.

## Произведения, опубликованные в веб - формате
- Чирков В. Кукурузные человечки. — Охотники за пришельцами. — Пик. — Королевская ночь. — Сверкнув, не погасло. — Мои любимые одесситы. " Наш..." (2010). Дата обращения: 13 сентября 2010. Архивировано из оригинала 8 сентября 2010 года.

- Чирков В. История 1. Ученые труды профессора Догадайкина. — История 2. Песни паука. — История 3. Недотяпушка и Змей Пятиглав. — История 4. Тигр Придира. — История 5. Спасительное слово. — История 6. — Осьминог. (2009). Дата обращения: 16 сентября 2010. Архивировано из оригинала 18 ноября 2009 года.

- Чирков В. Наши души блуждают по свету. — Первобытные хвастуны . Страшно, весело, чудесно. — Парящие над океаном (2009). Дата обращения: 13 сентября 2010. Архивировано из оригинала 4 августа 2011 года.

- Чирков В. Литературный портал, Что хочет автор — проект Международного союза писателей (2006). Дата обращения: 16 сентября 2010. Архивировано из оригинала 5 января 2006 года.

- Чирков В. Пророк с продранными локтями. — Будь, что будет . — Соринка . — Рассказы дяди Миши . — Крушение стола .- Здесь не хватало собаки. — Вечерняя скамейка. (2006). Дата обращения: 16 сентября 2010. Архивировано из оригинала 31 мая 2012 года.

- Чирков В. Соперник Марка Твена. Газета «Библиотека в школе» № 04 2009 год] (2009). Дата обращения: 16 сентября 2010. Архивировано из оригинала 17 февраля 2011 года.

- Чирков В. Как мы аукались (2005). Дата обращения: 16 сентября 2010. Архивировано из оригинала 2 ноября 2013 года.

- Чирков В. Трус Чарли . (2009). Дата обращения: 16 сентября 2010. Архивировано 4 мая 2012 года.

- Чирков В. Трехстишия. Хайку Вадима Чиркова (2007). Дата обращения: 16 сентября 2010. Архивировано из оригинала 4 марта 2016 года.
- Чирков В. Белогвардеец. Новый журнал, 266, 2012 (2012). Дата обращения: 21 апреля 2012. Архивировано из оригинала 13 мая 2012 года.

## Литературные рецензии
ВАДИМ АЛЕКСЕЕВИЧ ЧИРКОВ
(О нём и его произведениях)
- Белых Е. Снежных дел мастера // Детская литература. — 1974. — № № 1. — С. 64.

- Продан Р. Явь и сказка // Вечерний Кишинёв. — 1978. — № 23 мая.

- Щербак Е. Тебе подарен город // Молодёжь Молдавии. — 1978. — № 23 марта.

- Продан Р. Слово о добром племени // Вечерний Кишинёв. — 1978. — № 22 октября.

- Бурдюжа З. Почему ветер не стал почтальоном // Кодры. — 1984. — № № 4. — С. 148—149..

- Димитренко Е. Взором острым и внимательным // Вечерний Кишинёв. — 1985. — № 9 апреля.

- Розенштрах А. Пэкалэ — новый и вечный // Советская Молдавия. — 1989. — № 24 ноября.

- Лефтер Э. На стыке веков и культур (О Чиркове В.). — Кишинёв, 2000. — С. 76 — 82.

- Шпак. И. И. Русская литература Молдовы в лицах и персоналиях (XIX — начало XXI веков).Биобиблиографический словарь — справочник. ( О Чиркове В.) // Под редакцией К. Шишкан, С. Пынзару и С. Прокоп.. — Кишинев, 2003. — С. 280.